# Isengard (norsk musikgrupp)
Isengard är ett folk/black metal-band från Norge som grundades år 1989 i Oslo. Bandet är ett enmansprojekt av Fenriz (Gylve Nagell) från Darkthrone.

## Medlemmar
Ordinarie medlemmar
- Fenriz (Gylve Nagell) – gitarr, basgitarr, trummor, keyboard, sång (1989–1995)

Bidragande musiker
- Aldrahn (Bjørn Dencker) – sång (1995)
- Vicotnik  (Yusaf Parvez) – sång (1995)

## Diskografi
Demo/promo
- 1989 – Dark Lord of Gorgoroth
- 1991 – Horizons
- 1991 – Promo
- 1993 – Vandreren

Studioalbum
- 1995 – Høstmørke

EP
- 1989 – Spectres over Gorgoroth
- 2016 – Traditional Doom Cult

Samlingsalbum
- 1994 – Vinterskugge